# Metro v Čcheng-tu
Metro v Čcheng-tu (čínsky v českém přepisu Čcheng-tu ti-tchie, pchin-jinem Chéngdū Dìtiě, znaky zjednodušené 成都地铁, tradiční 成都地鐵), hlavním městě provincie S’-čchuan v Čínské lidové republice, bylo otevřeno 27. září 2010, přičemž výstavba začala v roce 2005. K prosinci 2024 má 15 linek o celkové délce 633,6 kilometru a 387 stanicích. 